# Utivarachna rubra
Utivarachna rubra là một loài nhện trong họ Trachelidae.
Loài này thuộc chi Utivarachna. Utivarachna rubra được Christa L. Deeleman-Reinhold miêu tả năm 2001.